# Skansen Kultury Materialnej Chełmszczyzny i Podlasia w Holi

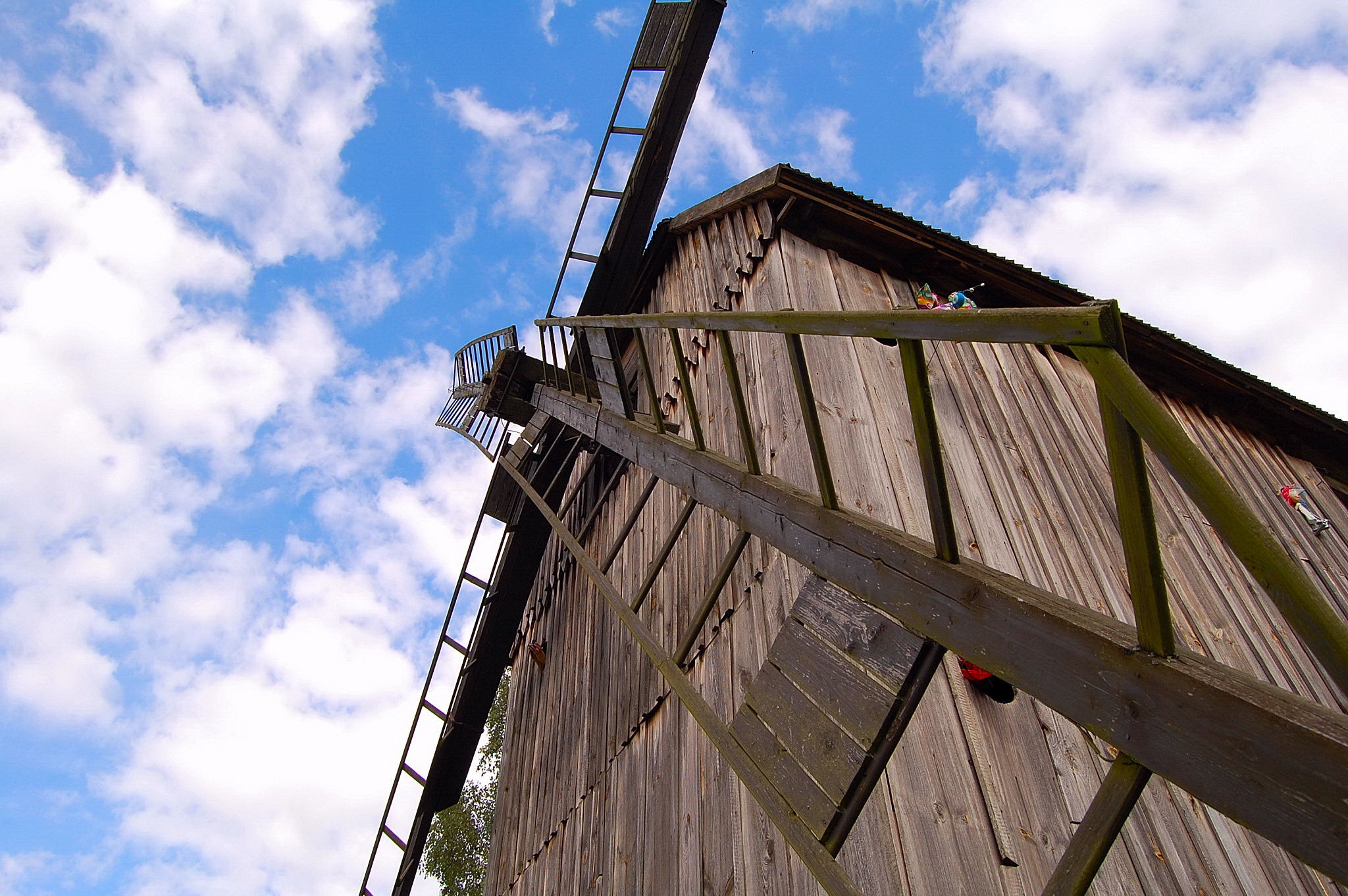
Wiatrak "koźlak".

Skansen Kultury Materialnej Chełmszczyzny i Podlasia w Holi – muzeum na wolnym powietrzu (skansen) w Holi, w województwie lubelskim, w powiecie włodawskim, w gminie Stary Brus.
Skansen ten powstał w 1985 roku i jest prowadzony przez Towarzystwo Miłośników Skansenu Kultury Materialnej Chełmszczyzny i Podlasia w Holi. W muzeum znajdują się drewniane chałupy oraz rozmaite budynki gospodarcze. W centrum skansenu znajduje się chałupa bogatego chłopa zbudowana w 1913 roku, przeniesiona z miejscowości Wyryki. Chałupa ma konstrukcję wieńcową z dwuspadowym dachem krytym strzechą.
Inne obiekty w skansenie:
- wiatrak "koźlak" z początku XX wieku,
- stodoła
- kapliczka
- ule

Obok skansenu:
- drewniana cerkiew prawosławna (dawniej greckokatolicka) z 1702 roku pod wezwaniem św. Antoniego Pieczerskiego i św. Męczennicy Paraskiewy,
- drewniana dzwonnica cerkiewna z XVIII wieku[1].
- cmentarz prawosławny